# Asma al-Assad
Asma al-Assad (arabiska: أسماء الأسد), född Asma Fawaz al-Akhras den 11 augusti 1975 i London, är gift med Syriens före detta president Bashar al-Assad.. Den 8 december 2024 tvingades presidenten bort från makten av rebeller, och sedan dess lever familjen al-Assad i exil i Ryssland där de beviljats asyl.

## Biografi
Asma al-Assad är utbildad datavetare och har en kandidatexamen i fransk litteratur. Hon hade en karriär inom investmentbranschen och skulle börja studera på Harvard University, när hon år 2000 flyttade till Syrien för att gifta sig med Bashar al-Assad. De gifte sig den 13 december 2000, och paret har tre barn. Hon talar arabiska, engelska, franska och spanska, är sunnimuslim och dotter till en diplomat. 
På senare år tog hon en allt mer aktiv roll i styret av Syrien, och hon har kallats för "diktatorns högra hand". Hennes roll i Syrien och det syriska inbördeskriget har lett till att EU belagt henne med ekonomiska sanktioner.
Våren 2021 började brittisk polis utreda Asma al-Assad för krigsbrott.